# هوئلما

هُوئِلما (به اسپانیایی: Huelma) یکی از دهستان‌های استان خائن در کشور اسپانیا است. این شهر با مساحت ۲۵۰ کیلومتر مربع، ۶۱۶۲ تن جمعیت دارد.

هُوئِلما

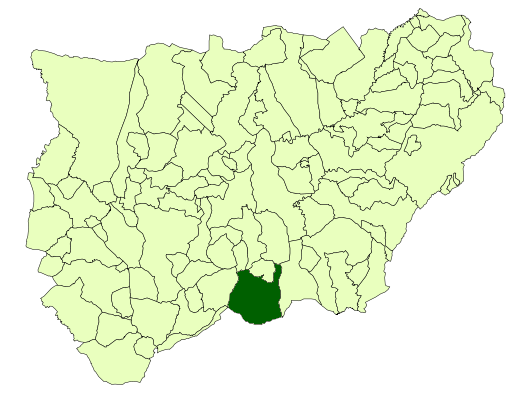
موقعیت هُوئِلما روی نقشه اسپانیا